# Back Salina
Back Salina ist ein Ort im Britischen Überseegebiet Turks- und Caicosinseln. Er liegt auf der Insel Grand Turk und zählt 1265 Einwohner (Volkszählung 2012).